# 2015 год в Азербайджане
В этой статье приведены события, произошедшие в 2015 году в Азербайджане.
- Год сельского хозяйства[1]

## Январь
- 2 января — Введена новая система налогообложения[2]
- 31 января
  - Распоряжение Президента Азербайджана о выдаче президентских премий молодёжи[3]
  - Первые автомобили Tesla в Азербайджане[4]

## Февраль
- 26 февраля — Генеральная Ассамблея штата Пенсильвания (США) приняла резолюцию о признании Ходжалинской резни[5]
- Первая 3D Print Conference[6]

## Март
- 1—12 марта — IV Международный фестиваль «Мир Мугама»

## Апрель
- 20 апреля — Открыт Дворец водных видов спорта

## Май
- 18 мая — III Всемирный форум по межкультурному диалогу[7]

## Июнь
- 12—18 июня
  - В Баку проведены Первые Европейские игры[8]
  - Праздник красок («Холи») в городе Губа[9]

## Сентябрь
- 4 сентября — Шекинское землетрясение[10][11][12][13]

## Октябрь
- На территории Приморского национального парка смонтирован Национальный павильон Азербайджана[14]

## Ноябрь
- 1 ноября — Парламентские выборы[15]

## В спорте
- 25—28 июня — В Баку проведён Чемпионат Европы по дзюдо 2015[16][17]
- 16—26 апреля — 2-й Мемориал Гашимова
- 2 ноября — Начал вещание спортивный телеканал CBC Sport[18]